# Fraserburg
Fraserburg è una cittadina sudafricana situata nella municipalità distrettuale di Namakwa nella provincia del Capo Settentrionale.

## Geografia fisica
Il piccolo centro abitato è situato nel Karoo a nord dei monti Nuweveld, a circa 85 chilometri a sud-est della cittadina di Williston.